# Karya Bhakti (Rantau Rasau)
Karya Bhakti is een bestuurslaag in het regentschap Tanjung Jabung Timur van de provincie Jambi, Indonesië. Karya Bhakti telt 1424 inwoners (volkstelling 2010).